# Cabirus
Cabirus là một chi bướm ngày thuộc họ Bướm nâu.